# Lewisville (Arkansas)
Lewisville é uma cidade localizada no estado americano de Arkansas, no Condado de Lafayette.

## Demografia
Segundo o censo americano de 2000, a sua população era de 1285 habitantes.
Em 2006, foi estimada uma população de 1180, um decréscimo de 105 (-8.2%).

## Geografia
De acordo com o United States Census Bureau, a localidade tem uma área de 5,7 km², sem área coberta por água. Lewisville localiza-se a aproximadamente 82 m acima do nível do mar.

## Localidades na vizinhança
O diagrama seguinte representa as localidades num raio de 32 km ao redor de Lewisville.